# Hygrophila abyssinica
Hygrophila abyssinica é uma espécie de planta com flor pertencente à família Acanthaceae.
A autoridade científica da espécie é (Hochst. ex Nees) T.Anderson, tendo sido publicada em Journal of the Linnean Society, Botany 7: 22. 1863.

## Moçambique
Trata-se de uma espécie presente no território moçambicano, nomeadamente em Niassa (regiões como estão definidas na obra Flora Zambesiaca).
Em termos de naturalidade trata-se de uma espécie nativa.